# Jay Cutler
Jay Cutler (numele complet Jason Isaac Cutler) (n. 3 august 1973, Sterling⁠(d), Massachusetts, SUA) este un culturist american. La 30 septembrie 2006 Jay a cucerit titlul suprem din culturism, Mr. Olympia, după patru ediții la care s-a clasat pe locul doi. La acest concurs, Jay a avut 126 kg în formă maximă de concurs (la înălțimea de 1,76m). În timpul extra-sezonului, greutatea sa urcă până la 140 kg. El a început antrenamentele de culturism la vârsta de 18 ani. În prezent locuiește în Las Vegas cu soția sa, Kerry.

## Date biografice
Jay Cutler și-a petrecut copilăria într-un orășel numit Sterling, în centrul statului american Massachusetts, cam la 50 de mile de Boston. Este cel mai tânăr din șapte copii, patru băieți și trei fete.
Jay a lucrat de mic la firma de construcții a fraților săi, fapt care a constituit fundația fizicului său impresionant de astăzi. De asemenea, la liceu a jucat fotbal american.
A început antrenamentele de culturism în 1991, la împlinirea vârstei de 18 ani. După un an de antrenamente a participat la primul concurs, Teen Nationals (Campionatul Național de tineret sub 20 ani), unde s-a clasat pe primul loc. În 1994 l-a cunoscut pe Bruce Vartanian, care i-a devenit mentor și antrenor. Alături de acesta, Jay lucrează și cu Chris Aceto, expert in probleme de nutriție. Cu ajutorul lor, Jay a câștigat titlul de campion național la categoria grea în 1996. În urma acestei victorii, Cutler a obținut statutul de profesionist și a fost bombardat cu oferte de sponsorizare, în cele din urmă semnând un contract cu Joe Weider.
Debutul la profesioniști a avut loc în luna mai 1998 la concursul Night of Champions (Noaptea Campionilor) din New York, unde s-a clasat pe locul 11. În luna iulie s-a căsătorit cu prietena de șapte ani, Kerry, la Las Vegas. Anul următor a obținut rezultate notabile, clasându-se pe locul 3 la Pro Ironman Invitational și 4 la Arnold Schwarzenegger Classic. În toamna aceluiași an a terminat al 15lea la Mr. Olympia.
În 1999, Jay și Kerry s-au mutat la Aliso Viejo, statul California. Kerry s-a angajat ca asistentă medicală la un spital, iar Jay și-a continuat antrenamentele, cu scopul de a urca în clasamentele concursurilor profesioniste.
În luna mai 2000 a obținut victoria la concursul Night of Champions, considerat al treilea concurs profesionist ca importanță, după Mr. Olympia și Arnold Classic. Concursul următor a fost Mr. Olympia 2000, unde a terminat pe locul 8. În săptămâna următoare a ocupat locul doi la concursurile English Grand Prix și Italian Grand Prix, după Ronnie Coleman, deținătorul titlului Mr. Olympia.
La ediția din 2001 a Mr. Olympia, Jay a fost la un pas de a-l detrona pe Coleman, clasându-se al doilea în urma unei decizii controversate. Jay a fost atât de dezamăgit de decizia arbitrilor încât nu a participat la ediția din 2002. În 2002 a obținut o mare victorie la Arnold Classic, în urma căreia mulți specialiști au declarat 2003 "anul lui Cutler".
Într-adevăr, Jay a început 2003 cu trei victorii consecutive - la IronMan Pro Invitational, la Arnold Schwarzenegger Classic și la San Francisco Pro Invitational. Au urmat trei locuri secunde, la Mr. Olympia, Grand Prix din Rusia și GNC Show of Strength, terminând cu încă două victorii, la Grand Prix din Marea Britanie și Olanda. În decembrie 2003 Cutler a semnat un nou contract de sponsorizare cu firma MuscleTech, producătoarea celei mai diverse linii de suplimente nutritive din lume.
În 2004 Jay a câștigat titlul la Arnold Classic și s-a clasat din nou al doilea la Mr. Olympia, după Ronnie Coleman. Din 2005 s-a dedicat exclusiv cuceririi titlului Mr. Olympia, dar a fost nevoit să se mulțumească cu locul secund. Abia în 2006 a reușit să obțină victoria, învingându-l pe Coleman, care a dominat culturismul timp de aproape un deceniu. Jay a repetat performanța și în 2007, declarând după victorie că dorește să o repete și în 2008. Insa urmatoarea victorie a venit in anul 2009, castigand pentru a treia oara Mr.Olympia. In 2010 Jay si-a repetat performanta invingandu-l pe colosul Phil Heath la doar 3 puncte diferenta.

## Palmares
- 1993 NPC Teen Nationals (Campionatul Național sub 20 ani) - loc I cat. grea
- 1996 NPC Nationals (Campionatul Național SUA) - loc I cat. grea
- 1999 IFBB Ironman Pro Invitational - loc III
- 2000 IFBB Night of Champions (Noaptea Campionilor) - loc I
- 2000 British Grand Prix - loc II
- 2000 Italian Grand Prix - loc II
- 2001 Mr. Olympia - loc II
- 2002 Arnold Classic - loc I
- 2003 Arnold Classic - loc I
- 2003 Ironman Pro Invitational - loc I
- 2003 San Francisco Pro Invitational - loc I
- 2003 Mr. Olympia - loc II
- 2003 Russia Grand Prix - loc II
- 2003 Dutch Grand Prix - loc I
- 2003 British Grand Prix - loc I
- 2003 GNC Show of Strength - loc II
- 2004 Arnold Classic - loc I
- 2004 Mr. Olympia - loc II
- 2005 Mr. Olympia - loc II
- 2006 Mr. Olympia - loc I
- 2006 Austrian Grand Prix - loc I
- 2006 Romanian Grand Prix - loc I
- 2006 Dutch Grand Prix - loc I
- 2007 Mr. Olympia - loc I
- 2008 Mr. Olympia - loc II
- 2009 Mr. Olympia - loc I
- 2010 Mr. Olympia - loc I
- 2011 Mr. Olympia - loc II
- 2013 mr.Olympia - loc VI